# Ladislas Fodor
Ladislas Fodor (* 28. März 1898 in Budapest; † 1. September 1978 in Los Angeles; auch Ladislaus Fodor, Ladislaus Fedor, Ladislao Fodor, Laszlo Fodor, Lazlo Fodor oder László Fodor) war ein ungarischer Schriftsteller und Drehbuchautor.

Aufnahme von Wilhelm Willinger (1925)

## Leben
Er arbeitete als Journalist in Budapest und schrieb seit Anfang der 1920er Jahre mehrere Komödien für die Bühne, die u. a. von Siegfried Geyer ins Deutsche übersetzt wurden. Erstmals wurde eines seiner Stücke namens A csodadoktor 1926 verfilmt. Seit Beginn der 1930er Jahre kamen verschiedene Filmadaptionen seiner Werke in die Kinos von Deutschland, Großbritannien, Frankreich und besonders die USA. Wiederholt legte Fodor für die Verfilmung bereits eine eigene Kurzfassung vor.
Er lebte inzwischen in Wien, das er im März 1938 nach dem „Anschluss Österreichs“ aber wegen seiner jüdischen Herkunft verlassen musste. Fodor emigrierte nach Frankreich und von dort in die USA. Dort beteiligte er sich in Hollywood als Co-Autor an einigen Drehbüchern.
In den 1950er Jahren kam er wieder nach Europa und ließ sich gegen Ende des Jahrzehnts in der Bundesrepublik Deutschland nieder. Besonders Produzent Artur Brauner setzte ihn immer wieder als Co-Drehbuchautor bei seinen Projekten ein, unter anderem bei den aufwändigen Zweiteilern Die Nibelungen und Kampf um Rom.

## Werke
- Arm wie eine Kirchenmaus, Lustspiel in drei Akten, Übersetzung von Siegfried Geyer, 1928
- Roulette, Komödie in drei Akten, Übersetzung von Siegfried Geyer, 1931
- Matura, Lustspiel in drei Akten, 1934
- Die Hofloge (Operette) (Uraufführung 28. März 1936, Wiener Scala) unter Pseudonym C. M. Crawford
- Gericht bei Nacht, Schauspiel in drei Akten, Übersetzung von Franz Josef Kollerics, 1950
- Europa und der Stier, Komödie in drei Akten, Übersetzung von Peter Sandberg, 1952
- Miau, Komödie in drei Akten, Übersetzung von Joseph Glücksmann, 1954
- Teufelsstunde, Komödie in fünf Bildern, Übersetzung von Friedrich Kallina, 1965
- Unter einer Decke, Lustspiel in drei Akten, Übersetzung von Astrid und Charles Grank, 1974

## Filmografie (Auswahl)
- 1931: Der Ball
- 1942: Sechs Schicksale (Tales of Manhattan)
- 1947: Eine brennende Liebe (The Other Love)
- 1958: Der kleine Däumling (Tom Thumb)
- 1959: Du bist wunderbar
- 1959: Menschen im Hotel
- 1960: Scheidungsgrund: Liebe
- 1961: Das Riesenrad
- 1961: Im Stahlnetz des Dr. Mabuse
- 1962: Die unsichtbaren Krallen des Dr. Mabuse
- 1962: Das Testament des Dr. Mabuse
- 1963: Frühstück im Doppelbett
- 1963: Der Würger von Schloss Blackmoor
- 1963: Scotland Yard jagt Dr. Mabuse
- 1964: Das Phantom von Soho
- 1964: Old Shatterhand
- 1964: Die Todesstrahlen des Dr. Mabuse
- 1965: Der Schatz der Azteken
- 1965: Die Pyramide des Sonnengottes
- 1966: Wer kennt Johnny R.?
- 1966: Die Nibelungen, 1. Teil: Siegfried von Xanten
- 1967: Die Nibelungen, 2. Teil: Kriemhilds Rache
- 1967: Die Hölle von Macao
- 1968: Im Banne des Unheimlichen
- 1968: Tevje und seine sieben Töchter (Tuvia Vesheva Benotav) (Dialoge)
- 1968: Kampf um Rom I
- 1969: Kampf um Rom II – Der Verrat
- 1969: Der Mann mit dem Glasauge
- 1971: Der Teufel kam aus Akasava
- 1984: Los reyes del sablazo